# Izvoarele (gmina Gârda de Sus)
Izvoarele – wieś w Rumunii, w okręgu Alba, w gminie Gârda de Sus. W 2011 roku liczyła 47 mieszkańców.